# Anatolij Tiszczenko (ur. 1943)
Anatolij Pietrowicz Tiszczenko (ros. Анатолий Петрович Тищенко, ur. 22 sierpnia 1943 w Taganrogu) – rosyjski kajakarz i trener kajakarski, dwukrotny mistrz świata. W imprezach międzynarodowych startował jako reprezentant Związku Radzieckiego.

## Kariera sportowa
Zdobył brązowe medale w wyścigu kajaków jedynek (K-1) na dystansie 500 metrów i w wyścigu sztafetowym jedynek K-1 4 × 500 metrów na mistrzostwach Europy w 1967 w Duisburgu. Na kolejnych mistrzostwach Europy w 1969 w Moskwie wywalczył złote medale w konkurencjach K-1 na 500 metrów i sztafecie K-1 4 × 500 metrów oraz srebrny medal w wyścigu K-1 na 1000 metrów.
Zwyciężył zarówno w wyścigu K-1 na 500 metrów, jak i w sztafecieK-1 4 × 500 metrów na mistrzostwach świata w 1970 w Kopenhadze (razem z nim w sztafecie radzieckiej płynęli: Mikałaj Chachoł, Anatolij Kobrysow i Anatolij Siedaszew). Na kolejnych mistrzostwach świata w 1971 w Belgradzie zdobył brązowy medal w sztafecieK-1 4 × 500 metrów.
Był mistrzem ZSRR w konkurencji K-1 na 500 metrów w 1967, 1969 i 1970, w K-1 na 1000 metrów w 1969 oraz w sztafecie K-1 4 × 500 metrów w latach 1966, 1968–1970 i 1972.

## Praca trenerska
Po zakończeniu wyczynowego uprawiania sportu został trenerem kajakarstwa. Opiekował się takimi zawodnikami, jak Siergiej Supierata, a także jego dzieci Anatolij i Olga. Był członkiem rady trenerów obwodu rostowskiego.

## Odznaczenia
Otrzymał tytuły Zasłużonego Mistrza Sportu ZSRR, Zasłużonego Trenera ZSRR i Zasłużonego Trenera Rosji. Został odznaczony Orderem Czerwonego Sztandaru Pracy i Orderem Przyjaźni Narodów.

## Rodzina
Jego syn Anatolij (ur. w 1970) był medalistą olimpijskim w kajakarstwie w 1996 i czterokrotnym olimpijczykiem oraz siedmiokrotnym mistrzem świata, a córka Olga (ur. 1973) trzykrotną olimpijką, medalistką mistrzostw świata i Europy.